# الجامعة الأمريكية في الشارقة
الجامعة الأمريكية في الشارقة (بالإنجليزية: AUS - American University of Sharjah)‏ تأسست عام 1997 تحت رعاية الشيخ الدكتور سلطان بن محمد القاسمي عضو المجلس الأعلى حاكم الشارقة. وهي مؤسسة غير ربحية مختلطة للتعليم الجامعي. وموقعها ضمن المدينة الجامعية في الشارقة.
يدرس الطلاب والطالبات في حرم دراسي واحد، وقد حصلت مؤخراً على اعتماد الآيبيت ”ABET“ لجميع فروعها الهندسية الكميائية والميكانيكية والكهربائية والمدنية والكمبيوتر،